# Lophoglutus bouceki
Lophoglutus bouceki är en stekelart som beskrevs av Ian D. Gauld 1984. Lophoglutus bouceki ingår i släktet Lophoglutus och familjen brokparasitsteklar. Inga underarter finns listade i Catalogue of Life.